# مجزرة بيت ريما
مجزرة بيت ريما هي مجزرة نفذها جيش الاحتلال الإسرائيلي في 24 أكتوبر 2001 خلال أحداث الانتفاضة الفلسطينية الثانية في بلدة بيت ريما شمال محافظة رام الله والبيرة. أسفرت المجزرة عن قتل إسرائيل لخمس فلسطينيين بينهم مدني و4 أفراد من قوات الأمن الوطني الفلسطيني وجرح آخرين مع تدمير لعدة منازل واعتقال للعشرات.
قالت إسرائيل إن هدفها من العملية اعتقال قتلة وزير السياحة الإسرائيلية زئيفي الذين فروا إلى البلدة.

## التاريخ
بعد الساعة الثانية من صباح يوم 24 أكتوبر 2001، هاجمت طائرات حربية إسرائيلية حاجزًا لقوات الأمن الوطني الفلسطيني على مدخل البلدة ومركزًا للشرطة المدنية الفلسطينية، كان قد وُضع في عام 1999 بعد تصنيف المنطقة على أنها خاضعة للسُلطة الوطنية الفلسطينية أمنيًا وإداريًا (منطقة أ). ودخلت 15 آلية عسكرية إسرائيلية البلدة وحاصرتها ومنعت التجوال فيها.
منعت قوات الاحتلال الإسرائيلي سيارات إسعاف جمعية الهلال الأحمر الفلسطيني واللجنة الدولية للصليب الأحمر من دخول البلدة، وأبقت على المصابين ينزفون دون علاج.

## النتائج
نتج عن ذلك قتل إسرائيل 5 فلسطينيين منهم مدني و4 عسكريين من قوات الأمن الوطني الفلسطيني وجرح 9 آخرين، وتدمير 30 منزلًا بين تدمير كُلي وجُزئي، واعتقال العشرات.

## ردود الفعل
- وصف رئيس جهاز الأمن الوقائي الفلسطيني في الضفة الغربية جبريل الرجوب الحدث بـ: «مذبحة مماثلة لمذبحة دير ياسين التي ارتكبتها قوات الهاغاناة الصهيونية عام 1948.»[1][3]